# Capasa festivaria
Capasa festivaria är en fjärilsart som beskrevs av Fabricius 1794. Capasa festivaria ingår i släktet Capasa och familjen mätare. Inga underarter finns listade i Catalogue of Life.